# Tom Poti
Thomas Emilio Poti, detto Tom (Worcester, 22 marzo 1977), è un ex hockeista su ghiaccio statunitense.

## Palmarès

### Olimpiadi
- Argento a Salt Lake City 2002.